# Разумен човек
Разумният човек (Homo sapiens) е вид средноголям бозайник, единственият съществуващ днес представител на род Хора (Homo). Той е ходещ изправен примат от семейство Човекоподобни (Hominidae). Има силно развит главен мозък, даващ му възможност за разсъждение, говор и самоанализ. ДНК анализите показват, че съвременният човек се появява в Африка преди около 300 000 години. Днес хората обитават всички континенти, а популацията им през 2010 г. се оценява на около 6,9 млрд. души.

## Подвидове
- †Homo sapiens idaltu
- Homo sapiens sapiens